# Snöskoter
En snöskoter eller skoter är ett terrängfordon med larvband och skidor avsett att köras i snö. Det är ett vanligt förekommande transportmedel i delar av världen med mycket snöfall, och används både i arbete samt fritidssammanhang. De framförs ofta på skoterleder, som underhålls av antingen kommuner, län, skoterklubbar eller privatpersoner.
En snöskoter består vanligtvis av två främre skidor som styr fordonet, medan ett larvband driver skotern framåt. En förare och ibland även en passagerare sitter ovanför bandet och kontrollerar fordonet genom ett styre samt att luta kroppen. Acceleration och bromsning sker via handreglage.
Regelverk kring snöskotrar skiljer sig bland länder, i Sverige så täcks exempelvis inte snöskoteråkning under allemansrätten även om de får framföras på annans mark i viss utsträckning.

## Tillverkare
De numera nedlagda märkena Sno-Tric och Aktiv tillverkades i Morgongåva. Andra nedlagda märken är Larven, Ockelbo, Rajd, Sinus, Skiroule, Bigfoot och Ruch.
De vanligaste skotermärkena i Sverige är Yamaha, Arctic Cat, Polaris, Ski-Doo och Lynx.

## Olika snöskotertyper

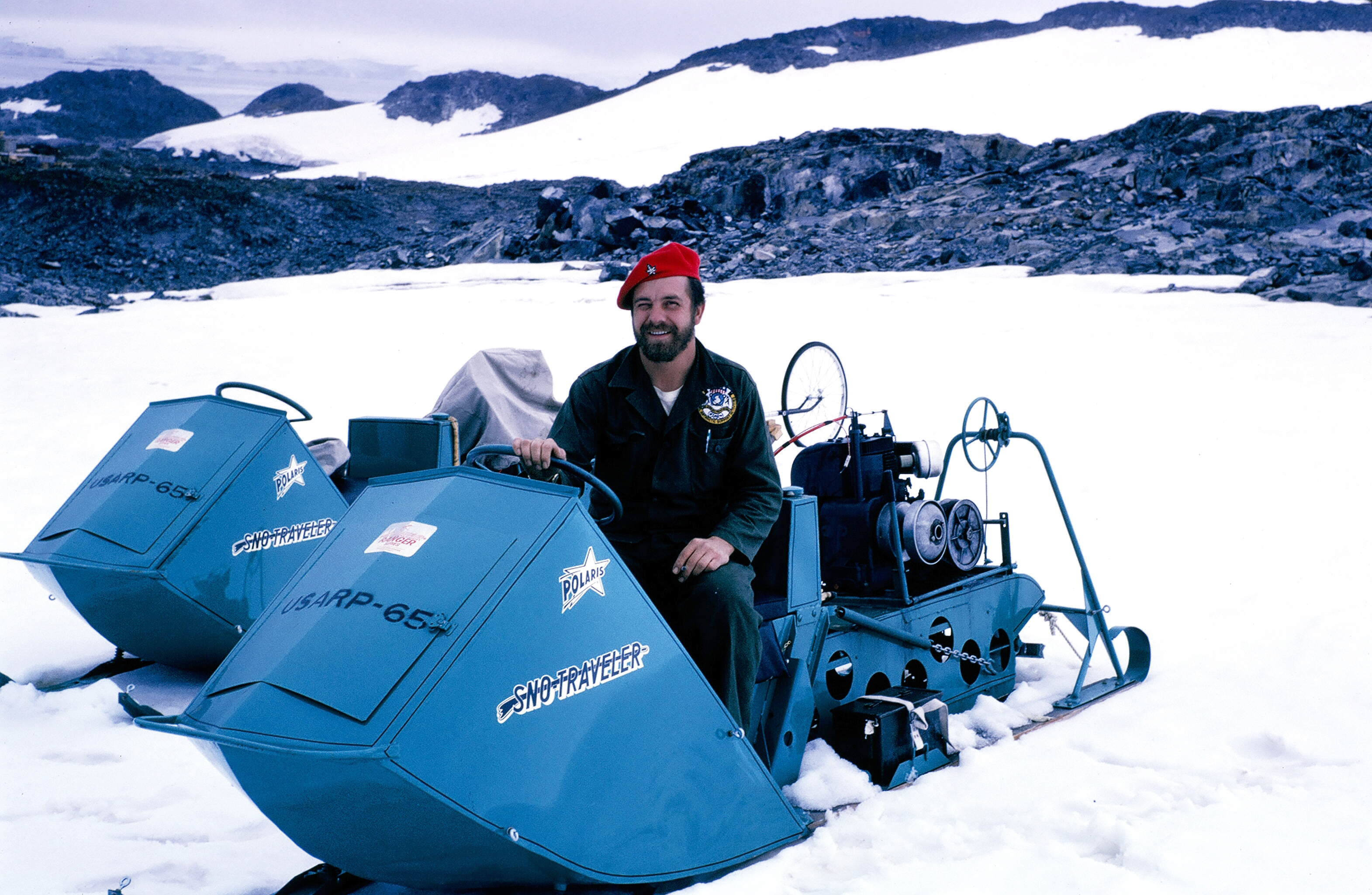
Två Polaris SnoTraveler

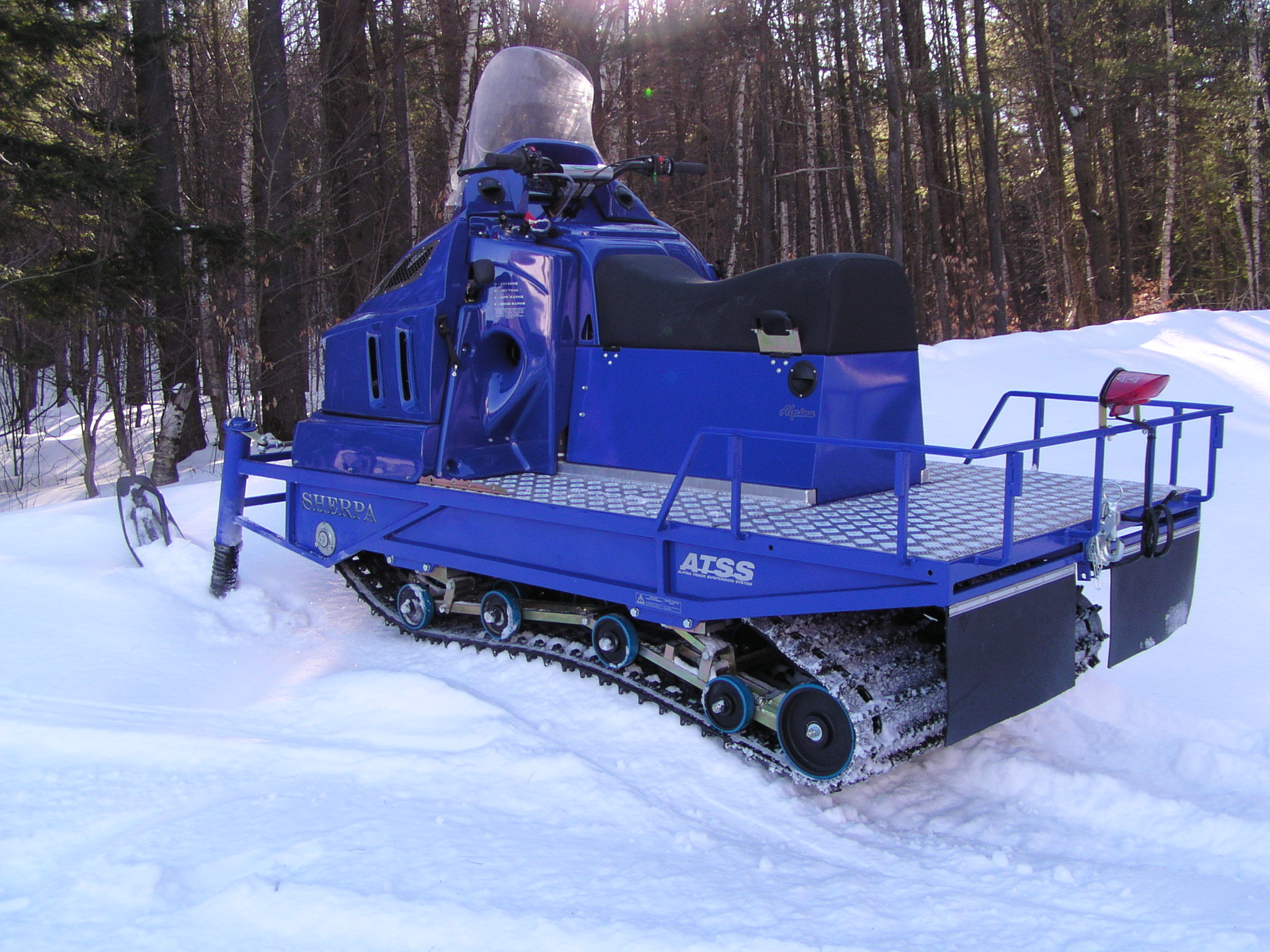
En dubbelbandare

### Arbetsskotrar (Utility)
Har lång drivmatta, förekommer som smal (38–41 cm), bredbandare (41 cm-60 cm) eller två drivmattor i bredd (dubbelbandare), i regel dubbeldyna, stark motor och variator bestyckad för låg fart. På senare tid har utvecklingen på fjädringen och komforten på dessa maskiner inneburit att dessa skotertyper alltmer används även som touringmaskiner.

### Touringskotrar
Halvlång smal matta, halvlåga kammar, dubbeldyna med ryggstöd samt handtag för passagerare. Det finns modeller avsedda för upp till tre personer. De är oftast utrustade med elstart, motortemperaturmätare, packlåda och mjuk fjädring/dämpning.

### Mountainskotrar
Dessa har långa högkammsmattor (över 40mm), är ofta lätta med hög motoreffekt, oftast utan elstart och allt oftare tillverkade i exklusiva material. De har mjuk dämpning för bättre bärighet på snö, och för att vara lätta att lägga omkull i skråkörning.
Tidiga mountainmaskiner hade ofta mattlängder på 345–365 cm och kamhöjder på 32–38 mm. Dagens mountainmaskiner har inte sällan över 442 cm långa band med kamhöjder på över 76 mm. Mountainskotrarna har ofta låg utväxling i förhållande till en sportskoter eller touringskoter.
Mountainmaskiner kallas i dagligt tal för lössnömaskiner. Lössnömaskiner har smalare mellan skidorna i framvagnen än touringmaskiner. Detta gör att maskinen blir mer lättsvängd bredvid leden, men den blir mer spårkänslig och betydligt vingligare vid ledkörning. Den höga kamhöjden leder till att skoterns slides fort börjar överhettas om underlaget blir hårt. Dessa maskiner är gjorda för stående körning. Rutor och andra typer av vindskydd är väldigt små, för att minska risken för att de vid en skarp sväng i lössnö ska styra upp snö på föraren.

### Crossover
Crossoversnöskotrar är ett mellanting mellan sportskotrar och mountainmaskiner. De har ofta kortare matta än en mountainmodellerna men längre än en sportskoter. Kamhöjd är högre än på sportmaskiner men lägre än på mountainmodeller. Exempel på Crossoverskotrar är Lynx X-trim, Ski-Doo Renegade, Arctic-Cat Crossfire, Yamaha Nytro XTX.

### Sportskotrar
Dessa har kort matta, men i regel med lite högre kammar. Eftersom mattan är relativt kort är maskintypen ej anpassad till lössnökörning. Chassiet är i stället utvecklat för sportigare körning där underlaget är hårt och ibland ojämnt och slagigt. Stötdämparen är ofta hårt ställd för att passa just denna typ av körning.
Motorerna finns i olika storlekar. Normalt är effekten från cirka 60 hk och uppåt. Modellerna har ofta enkeldynor och är därför inte anpassade för att man åker två på dem. Denna skotertyp används också för tävling, och saknar oftast komfortutrustning såsom elstart med mera.
Många touringmaskiner bygger på samma grundkoncept som sportskotrar vad gäller motorer och kamhöjden på mattorna, etc.

### Veteranskoter (Vintage)
Är att betecknas som en maskin som tillverkats från snöskoterns födelse på tidigt 1950-tal fram till mitten på 1980-talet. Enligt många entusiaster är en veteranskoter bara maskiner som har hjulboggie. Tidiga snöskotrar på 1950- och 1960-talet hade dock ofta glidboggie av trä, som till exempel Polaris SnoTraveler modell K70-D från 1963.

## Användningsområden

### Arbete
Inom arbete är snöskotrar ett viktigt fordon. Kraftbolag använder sig av snöskotern, för besiktning och röjning av kraftledningsgatorna. Polis, militär och naturbevakare löser en mängd olika arbetsuppgifter med hjälp av snöskotern. I det småskaliga skogsbruket är snöskotern också mycket användbar.

### Sport
Med snöskoter kan man tävla i flera olika motorsportgrenar som skotercross, enduro, dragracing och backe, freestyle, best trick, höjdhopp och veterantävlingar. Veterantävlingar har blivit populära, då det nu finns gott om maskiner som räknas som veteraner. Den största svenska veterantävlingen är Guldhjälmscupen. Det nationella idrottsförbundet för snöskoter i Sverige är Svenska Motorcykel- och Snöskoterförbundet, förkortas Svemo, och är medlem i Riksidrottsförbundet. Svemo består av ca 500 klubbar. Svemo godkänner banor, skriver regler och säljer licenser till förare och funktionärer.

## Teknik
Snöskotern började serieproduceras i slutet av 1950-talet. I Sverige fanns det inte före 1960 något krav på att skotrar skulle vara registrerade, så hos de äldsta maskinerna kan det vara svårt att hitta något tillverkningsdatum, då det i registreringsbevisen oftast står det datum som maskinen inregistrerades. Grundkonceptet har stått sig allt sedan dess. Grundkonceptet är motor, drivband, chassi och två skidor fram. (Vissa modeller hade två drivband och en skida, de så kallade dubbelbandarna). Motor som med variatordrift driver fram ett drivband (matta). Det är förstås en väldigt stor skillnad mellan de första snöskotrarna och de maskiner som produceras idag. Effekten är oftast mångdubbelt så hög som i äldre maskiner, men bensinförbrukningen kan oftast vara mindre. Driftsäkerheten och framkomligheten är otroligt bra hos dagens maskiner. 

### Motor
Motorerna för snöskotrar har varit tvåtaktsmotorer, fyrtaktsmotorer samt även wankelmotorer  har använts. Tvåtaktsmotorns överlägsna effektuttag i förhållande till storlek och vikt, innebar att denna motortyp kom att helt dominera marknaden under flera år. Men då miljökraven på senare år har skärpts, har 4-taktsmotorn sakta men säkert vunnit mark igen, tack vare bättre avgasvärden och mindre bränsleförbrukning. Dock har nyligen gjorda framsteg inom bland annat insprutningsteknologin gjort att tvåtaktarna har knappat in och i vissa fall gått förbi fyrtaktarna gällande bränsleförbrukning. 
Traditionellt var snöskotermotorn fartvindskyld eller fläktkyld men på tidigt sjuttiotal kom de vätskekylda motorerna som idag är dominerande. Benämning inom skotervärlden är FC för fläktkyld (fan-cooled) och LC för vätskekyld (liquid cooled). 
De två förstnämnda kyls av luft medan den vätskekylda motorn kyls av vatten/ glykolblandning som i sin tur kyls av snön och, på vissa nyare modeller, av en fläktradiator i fronten. Den vätskekylda motorn klarar av högre effektuttag och kräver inte för det mycket mer bränsle, då den inte behöver den extra kylningen som bränslet ger i en fläktkyld motor.
Traditionellt har snöskoterns bränsleförsörjning skett via bränslepump och förgasare. I början av 90-talet började sk. EFI-system (elektriska bränsleinsprutningssystem) komma. Dessa har förfinats från semi-insprutande system som SDI till direktinsprutade system som till exempel E-tec. De förfinade tvåtaktarna kräver mindre bränsle med bibehållen effekt eftersom datoriserade motorstyrningar är mycket mer precisa än de tidiga EFI-motorerna var. Direktinsprutning finns ej på fläktkylda modeller, eftersom dessa skulle bli överhettade utan kylningen som överskottsbränslet i en fläktkyld motor ger.

### Kraftöverföring
Kraftöverföringen från motor till matta har allt sedan skoterns barndom, med få undantag, skett med variatordrift. Detta är i grunden en enkel och steglös kraftöverföring, som består av två variatorer, som kallas primär- eller motor- och sekundärvariator (drivaxel). Dessa är sammanbundna med en kraftig gummirem, variatorremmen.
En variator består av två koniska skivor, som är fastsatta på en axel och rörliga axiellt på denna axel. Dessa skivor är även fjäderbelastade.
På primär- eller motorvariatorn finns rörliga vikter som påverkar skivornas axiella läge på axeln beroende av motorns varvtal. På grund av centrifugalkraftens inverkan på vikterna övervinns fjäderns kraft så att skivorna trycks ihop. I och med detta ändras radien på remmens läge mellan skivorna.
Sekundärvariatorn består också av två fjäderbelastade skivor. Denna variator sitter förbunden med drivaxeln, i regel via ett kedjehus. Sekundärvariatorns skivor påverkas axiellt av en fjäder som i sin tur påverkas dels av det läge som variatorremmen fått av motorns varvtal via motorvariatorn, men den påverkas även av den belastning som mattan har för tillfället (och således av varvtalet på drivaxeln). I lössnö, eller om man drar en kälke, går mattan tungt. Då påverkas även sekundärvariatorn av detta, vilket i sin tur innebär att motorn varvtal måste ökas för att bibehålla skoterns fart. Omvänt är det när man till exempel kör på skare, då går mattan lättare att driva runt, vilket gör att mindre motorvarv behövs för att driva fram snöskotern.
De flesta skotrar har även en backfunktion som är inbyggd i kedjehuset eller i själva motorn (tvåtakt). I det sistnämnda fallet kan man genom ett knappreglage på styret aktivera backfunktionen som via motorns styrdator styr så att motorn (tvåtakt) byter rotationsriktning när man ska backa. Arbetsmaskinerna är förutom backväxel, även utrustade med hög- och lågväxel för att klara av att utföra tyngre arbetsuppgifter.
Snöskotrar är även utrustade med en skivbroms, som ger mycket goda bromsegenskaper på snö (dock spelar kamhöjd och snötyp också en betydande roll gällande bromsförmågan). På blankis är dock bromsegenskaperna i stort sett obefintliga om man inte har dubbad matta.

## Miljöpåverkan
Snöskotrar kan bli mer miljövänliga om man använder miljöbränslet alkylatbensin, som även används för exempelvis fritidsbåtar och arbetsmaskiner. Alternativet som kan vara bättre än de gamla tvåtaktsmotorerna är att den drivs av en fyrtaktsmotor eller nya direktinsprutade tvåtaktsmotorer. Fyrtaktsmotorerna är på frammarsch och blir allt vanligare.
Yamaha är den enda tillverkaren som hittills helt gått över till fyrtakt (förutom en arbetsmodell som heter Viking) 
Miljöpåverkan kan förutom utsläpp vara buller och därför råder ofta förbud för snöskoterkörning i nationalparker och andra skyddade områden.
Det finns även andra typer av skoterförbudsområden där man får köra snöskoter, men enbart på leder. Dessa områden ligger i regel runt större samhällen, städer och turistanläggningar. De förekommer även i många naturreservat, där man kanaliserar snöskotertrafiken till leder. 
Det har även dykt upp nya typer av skoterförbudsområden, där man med få undantag, är hänvisad till att köra enbart på leder. Dessa förbudsområden kallas betalledområden. Detta namn har kommit ifrån att man för att få köra på lederna är man tvungen att lösa ett ledkort, eller färdbevis som det också kan kallas. Priset på dessa varierar område för område, samt om det är dygns-, vecko-, eller säsongskort.
Då snöskoterns påverkan på markvegetationen är mycket ringa, så länge körning sker på snötäckt mark, är det tillåtet att färdas helt fritt i de flesta områden. Detta så länge man alltså inte riskerar att skada marken. Detta innebär att barmarkskörning inte är tillåten, om körningen inte sker i samband med arbete.
Andra områden där det är förbjudet att köra är på skogsföryngringsytor där medelhöjden på skogen understiger två meter ovanför snötäcket. På odlad åkermark är det också förbjudet att köra. Då snön packas kan tjälen tränga djupt ner i marken vilket kan försena vårsådden. Av samma anledning är det inte tillåtet att köra på oplogad väg utan ägarens tillstånd.

## Säkerhet
Fr.o.m. 2016-01-01 är det i Sverige lag på att bära hjälm vid färd på snöskoter. Det rekommenderas starkt att även använda visir, motorglasögon eller dylikt. Då skyddas man mot både skallskador och förfrysningsskador som fartvinden i kombination med kyla kan framkalla.
Utöver hjälm och ansiktsskydd som visir, klär man sig lämpligen varmt. Många skoteråkare bär skoteroverall.
Olycksrisken är stor vid körning på isbelagda sjöar. Då snöskotern har ett mycket litet marktryck, kan man komma långt ut på svag is innan den brister. Även om man har isdubbar kan isen vara så svag att den inte bär för en människa, när man ska häva sig upp på isen då man hamnat i vattnet.

## Förarbevis
Förarbevis krävs i Sverige för terrängskoter sedan 1 januari 2000. Har man ett körkort som är utfärdat före 2000-01-01 har man dock behörighet att framföra snöskoter utan förarbevis.
Har man ett körkort som är utfärdat 2000-01-01 eller senare krävs det ett förarbevis för att få köra snöskoter. Undantaget är om man ingår i en skotersafari som leds av skoterguider då det räcker med enbart körkort. 
För att få ett förarbevis krävs det att man gått en förarbeviskurs samt att man fyllt 16 år. Förarbeviskursen kan påbörjas innan man fyllt 16 år men slutprovet kan inte göras förrän efter 16-årsdagen. Många skoterklubbar och studieförbund anordnar förarbeviskurser.